# Liste der NWA-Territorien

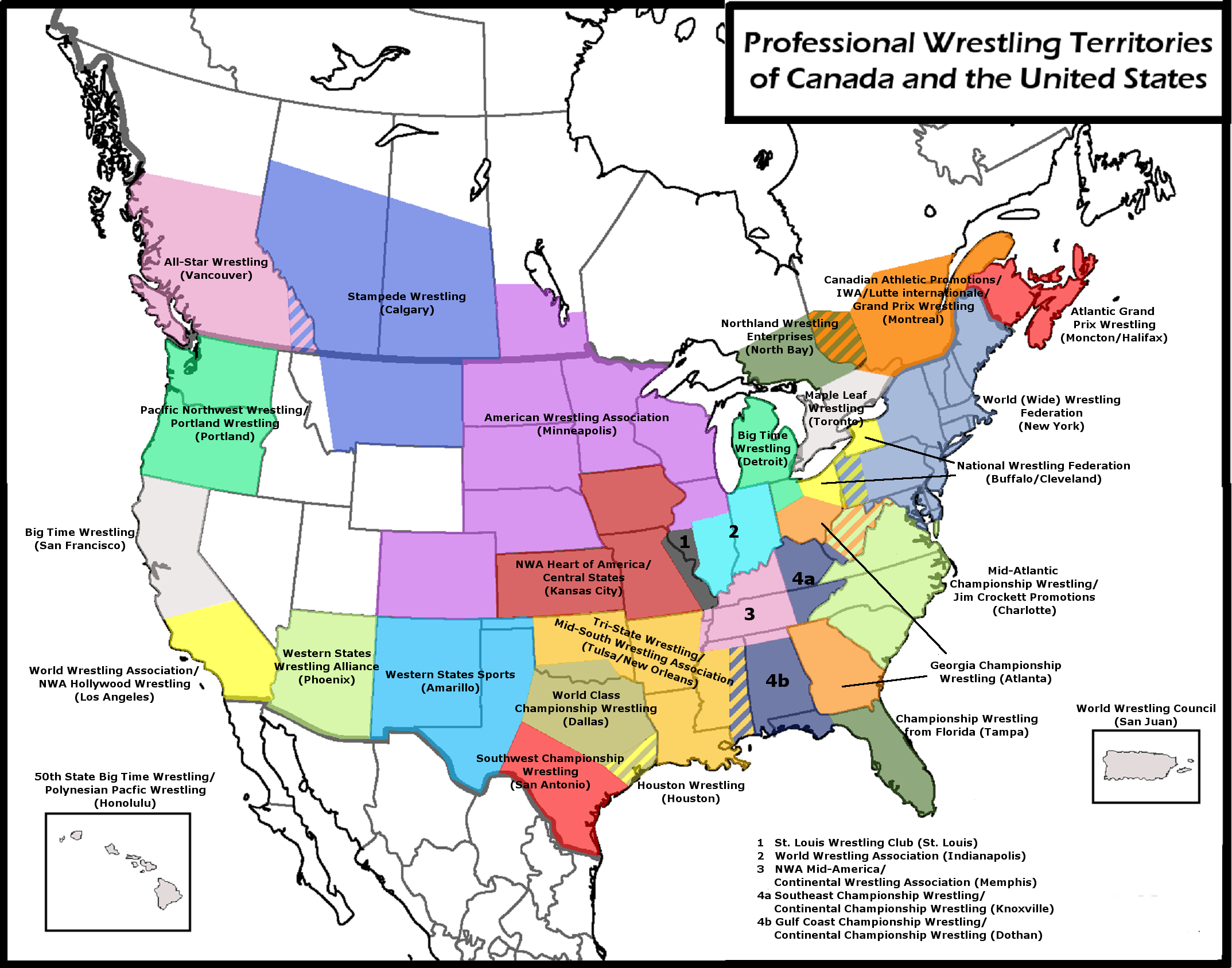
Übersicht über die ursprünglichen Territorien

Die Liste der NWA-Territorien gibt eine Übersicht über die verschiedenen Territorien sowohl der klassischen Territorialstruktur der National Wrestling Alliance, die von 1948 bis ca. 1993 Bestand hatte, als auch vom Neuanfang der Promotion ab 1993, die sich wiederum in zwei Phasen unterteilen lässt.
Das traditionelle Territorialsystem der NWA fußte auf dem der National Wrestling Association, wie es dort seit den 1930er-Jahren bestanden hatte.

## Hintergrund
Zwischen 1948 und den 1990er Jahren war die National Wrestling Alliance streng nach einem Territorialprinzip gegliedert. Dieses untersagte einer Suborganisation der NWA (Affiliate) im Territorium einer anderen Shows zu veranstalten.
1983 verließ die damalige World Wrestling Federation endgültig die NWA und begann nationale Shows abzuhalten, indem sie ihr Territorium immer mehr ausdehnte und durch ihre TV-Formate nun wöchentlich präsent war. So ließ die National Wrestling Alliance infolgedessen allmählich dieses Prinzip fallen. Der letzte schwere Schlag gegen die ursprüngliche NWA war der Austritt von World Championship Wrestling im Januar 1991.
1993 wurde die NWA neu organisiert. Der Kopf bestand aus den drei Promotern Jim Crockett Jr. (Dallas), Dennis Coralluzo (New Jersey) und Steve Rickard (Neuseeland). Die Neuorganisation hatte ihren Bestand bis etwa 2012. Danach zerbröckelte die NWA langsam, bis sie 2017 von Billy Corgan aufgekauft wurde. Dieser beendete das Territorialprinzip.
Die folgende Liste umfasst alle bekannten NWA-Verbände und ihr Territorium.
Durch das Fallenlassen des Territorialprinzips gibt es heute zahlreiche Überschneidungen und es werden von den Suborganisationen noch die alten Territorialbezeichnungen geführt. Aber aus dieser Liste geht auch hervor, dass die National Wrestling Alliance von Anfang an global ausgelegt war und die Marktführerschaft im Wrestling erstrebte.
Heutige Mitgliedsverbände der National Wrestling Alliance, die nicht unter dem Kürzel „NWA“ veranstalten, erkennt man daran, dass die NWA in diesen Promotionen verschiedene regionale wie auch übergeordnete Titel in ihnen austragen lässt.
Mitunter herrschte bei der NWA das Paradoxon, dass nur unter dem Banner der National Wrestling Alliance veranstaltet und ohne dass eine genauere Suborganisation benannt wurde. Diese Praxis wurde vor allem zwischen 1988 und 1996 von den ehemaligen Promotionen Mid-Atlantic Championship Wrestling und der World Championship Wrestling angewandt. Soweit es möglich ist, wird in diesem Fall die veranstaltende Promotion in Klammern angeführt.

## 1948–1993
| Hauptsitz                      | Promotion                                                                                                   | Promoter | Jahre in der NWA                        | Territorium                                      |
| ------------------------------ | --- | --- | --------------------------------------- | ------------------------------------------------ |
| Albuquerque                    | NWA New Mexico                                                                                              | Mike London | 1950–1982                               | New Mexico Colorado El Paso, Texas               |
| Amarillo (Texas)               | Western States Sports                                                                                       | Dory Detton (bis 1955) Karl Sarpolis (1955–1966) Dory Funk (1955–1973) Dory Funk, Jr. (1967–1978) Terry Funk (1967–1978) Dick Murdoch (1978–1980) Bob Windham (1978–1980) | 1951–1980                               | West-Texas                                       |
| Atlanta                        | ABC Booking Mid South Sports Georgia Championship Wrestling                                                 | Paul Jones (bis 1974) Jim Barnett (1973–1983) Ole Anderson | 1949–1984                               | Georgia                                          |
| Atlanta                        | World Championship Wrestling                                                                                | Jim Herd (1988–1992) Kip Allen Frey (1992) Bill Watts (1992–1993) Eric Bischoff (1993) | 1988–1993                               | Vereinigte Staaten                               |
| Boston                         | American Wrestling Association                                                                              | Paul Bowser | 1949–1957                               | Boston, Massachusetts                            |
| Buffalo (New York)             | Upstate Athletic Club Buffalo Athletic Club Erie Athletic Club                                              | Ed Don George (bis late 1950s) Bobby Bruns Pedro Martinez | 1950–1970                               | West New York Erie, Pennsylvania Cleveland, Ohio |
| Calgary                        | Foothills Athletic Club Big Time Wrestling Stampede Wrestling                                               | Larry Tillman (bis 1952) Stu Hart (1952–1982) | 1951–1982                               | Alberta Saskatchewan                             |
| Charlotte, North Carolina      | Jim Crockett Promotions Mid Atlantic Championship Wrestling                                                 | Jim Crockett (bis 1973) Jim Crockett, Jr.(1973–1988) | 1951–1988                               | Virginia North Carolina South Carolina           |
| Chicago                        | Fred Kohler Enterprises                                                                                     | Fred Kohler | 1949–1963                               | Illinois Michigan                                |
| Columbus, Ohio                 | Midwest Wrestling Association                                                                               | Al Haft† | 1948–Mitte der 1960er                   | Ohio Kentucky                                    |
| Dallas                         | World Class Championship Wrestling                                                                          | Jack Adkisson (Fritz Von Erich) | 1966–1986                               | Texas                                            |
| Detroit                        | Harry Light Wrestling Office                                                                                | Harry Light† | 1948–1961                               | Michigan                                         |
| Des Moines                     | NWA Iowa | Paul „Pinkie“ George† | 1948–1959                               | Iowa                                             |
| Detroit                        | Big Time Wrestling                                                                                          | Ed Farhat (The Sheik) Francis Flesher | 1964–1980                               | Michigan                                         |
| Dominikanische Republik        | Dominicana De Espectaculos                                                                                  | Arcadio Disla Brito | Ende der 1980er                         | Dominikanische Republik                          |
| Dothan, Alabama                | NWA Gulf Coast                                                                                              | Buddy Fuller (bis 1960) Lee Fields Bobby Fields Rocky McGuire | 195?–1978                               | Alabama Florida Louisiana Mississippi            |
| Dyersburg, Tennessee Nashville | NWA Mid-America                                                                                             | Nick Gulas Roy Welch John Cazana Joe Gunter | 1949–1981                               | Tennessee Kentucky North Alabama                 |
| Eugene, Oregon                 | NWA Pacific Northwest                                                                                       | Don Owen | 1957–1992                               | Oregon Washington                                |
| Great Falls, Montana           | NWA Montana                                                                                                 | Jerry Meeker | 1949–1950                               | Montana                                          |
| Halifax, Nova Scotia           | Eastern Sports Association                                                                                  | Al Zinck | 1969–1977                               | Canadian Maritimes                               |
| Houston                        | Southwest Sports                                                                                            | Morris Sigel Ed McLemore Paul Boesch Norman Clark | 1949–1966                               | East Texas                                       |
| Indianapolis                   | NWA Indianapolis                                                                                            | Billy Thom (bis 1959) Balk Estes | 1950–1960                               | Indiana                                          |
| Hollywood                      | NWA Hollywood                                                                                               | Hugh Nichols | 1949–1956                               | Hollywood San Diego                              |
| Honolulu                       | 50th State Big Time Wrestling                                                                               | Al Karasick (bis 1961) Ed Francis James Blears | 1949–1979                               | Hawaii                                           |
| Honolulu                       | NWA Polynesian Wrestling                                                                                    | Peter Maivia (bis 1982) Leah Maivia | 1979–1988                               | Hawaii                                           |
| Kansas City, Missouri          | NWA Heart Of America/Central States                                                                         | Orville Brown† (bis 1958) George Simpson (bis 1958) Bob Geigel (1958–1986, 1987–1988) Jim Crockett, Jr. (1986–1987) | 1948–1988                               | Missouri Kansas Iowa                             |
| Knoxville, Tennessee           | NWA Southeast Championship Wrestling Continental Championship Wrestling                                     | Jim Barnett Ron Fuller | 1974–1987                               | Tennessee Alabama                                |
| Los Angeles                    | John J. Doyle Enterprises California Wrestling Office Hollywood Wrestling                                   | Johnny Doyle (bis 1954) Cal Eaton (1954–1966) Mike LeBell (1958–1983) | 1949–1958 1968–1983                     | Southern California                              |
| Mexico City                    | Empresa Mexicana de Lucha Libre                                                                             | Salvador Lutteroth | 1953–1986                               | Mexiko                                           |
| Minneapolis                    | Minneapolis Boxing and Wrestling Club                                                                       | Tony Stecher† (bis 1954) Wally Karbo (bis 1954–1960) Verne Gagne (bis 1954–1960) | 1948–1960                               | Minnesota                                        |
| Montreal                       | Montreal Wrestling                                                                                          | Eddie Quinn | 1949–1957                               | Montreal                                         |
| New Jersey                     | NWA New Jersey NWA Championship Wrestling America                                                           | Dennis Coralluzzo | 1992–2000                               | New Jersey                                       |
| New York City                  | Eastern Sports Enterprises                                                                                  | Rudy Dusek | 1950–1957                               | New York City (außer Manhattan)                  |
| New York City                  | Manhattan Booking Agency Manhattan Wrestling Enterprises                                                    | Joseph „Toots“ Mondt | 1950–1957                               | New York City (Manhattan)                        |
| Omaha                          | NWA Nebraska                                                                                                | Max Clayton | 1949–1957                               | Nebraska                                         |
| Orem, Utah                     | Salt Lake Wrestling Club                                                                                    | Dave Reynolds | 1950–1960s                              | Utah                                             |
| Philadelphia                   | Eastern Championship Wrestling                                                                              | Tod Gordon | 1992–1994                               | Pennsylvania Maryland                            |
| St. Louis                      | St. Louis Wrestling Club                                                                                    | Sam Muchnick† (bis 1982) Bob Geigel | 1948–1985                               | Missouri                                         |
| San Francisco                  | NWA San Francisco                                                                                           | Joe Malcewicz | 1949–1961                               | San Francisco Bay Area                           |
| San Francisco                  | Big Time Wrestling                                                                                          | Roy Shire | 1968–1981                               | San Francisco Bay Area                           |
| San Juan, Puerto Rico          | Capitol Sports Promotions World Wrestling Council                                                           | Carlos Colón Victor Jovica | 1979–1987                               | Puerto Rico                                      |
| Seoul                          | Korean Wrestling Association                                                                                | Kim Ill | Mid 1970s–1983                          | Südkorea                                         |
| Sydney, Australien             | World Championship Wrestling                                                                                | Jim Barnett | 1969–1978                               | Australien                                       |
| Tampa                          | Championship Wrestling from Florida                                                                         | Clarence Luttrell (bis 1971) Eddie Graham (bis 1985) Hiro Matsuda (1985–1987) Duke Keomuka (1985–1987) | 1950–1987                               | Florida                                          |
| Tokio                          | All Japan Pro Wrestling                                                                                     | Shohei Baba | 1973–1986                               | Japan                                            |
| Tokio                          | Japan Pro Wrestling Alliance                                                                                | Rikidōzan (bis 1963) Toyonobori (bis 1966) Yoshinosato | 1953–1973                               | Japan                                            |
| Tokio                          | New Japan Pro-Wrestling                                                                                     | Antonio Inoki (1972–1989) Seiji Sakaguchi (1989–1999) Tatsumi Fujinami (1999-Juni 2004) Masakazu Kusama (Juni 2004-Juni 2005) Simon Kelly Inoki (Juni 2005-April 2007) Naoki Sugabayashi (April 2007-September 2013) Kaname Tezuka (September 2013–Februar 2016) Katsuhiko Harada (Februar 2016–2017) | 20. Juli, 1975–1985 1992–1993 2008–2010 | Japan                                            |
| Toronto                        | Maple Leaf Wrestling                                                                                        | Frank Tunney (bis 1983) Jack Tunney | 1949–1984                               | Southern Ontario                                 |
| Tulsa                          | Tulsa Promotions Leroy McGuirk's Championship Wrestling Tri-States Wrestling Midwest Championship Wrestling | Sam Avey (bis 1958) Leroy McGuirk(1951–1982) | 1949–1982                               | Oklahoma Arkansas Louisiana                      |
| Vancouver                      | NWA All Star Wrestling                                                                                      | Sandor Kovacs (bis 1977) Al Tomko | Early 1960s–1985                        | British Columbia                                 |
| Washington, D.C. New York City | Capitol Wrestling Corporation World Wide Wrestling Federation World Wrestling Federation                    | Vince McMahon, Sr. (bis 1982) Joseph „Toots“ Mondt (bis 1965) Vince McMahon (ab 1982) | 1957–1961 1971–1983                     | Nordosten der Vereinigten Staaten                |
| Wellington                     | All-Star Pro Wrestling                                                                                      | Steve Rickard | 1962–frühe 1990er                       | Neuseeland                                       |

## Ab 1993

### 1993–2012
| Promotion                                                        | Promoter                                                                   | Jahre in der NWA        | Territorium                                                                         | Partner |
| ---------------------------------------------------------------- | -------------------------------------------------------------------------- | ----------------------- | ----------------------------------------------------------------------------------- | --- |
| NWA 2000                                                         | Steve Corino Marc Coralluzzo                                               | 1997–2001               | North Carolina New Jersey                                                           | |
| NWA Absolute Entertainment                                       | James Allred Gary „The Freak“ Neeley                                       | 2009                    | Northern Michigan                                                                   | NWA East |
| NWA Addicted NWA Green Mountain                                  | Chad Merchant Chad Peters                                                  | 2004-Mai 2006 2006 2007 | Vermont                                                                             | NWA New England |
| All-Star Championship Wrestling                                  | Jason Jerry                                                                | 2002–2012               | Wisconsin                                                                           | NWA Midwest NWA Wisconsin |
| NWA All-Star Wrestling                                           | Stan Lee                                                                   | 2006–2012               | Virginia                                                                            | NWA Virginia NWA Fusion |
| Allied Powers Wrestling Federation                               | Bubba Brewer                                                               | 2008                    | Pennsylvania                                                                        | Associate of NWA East |
| Alternative Pro Wrestling                                        |                                                                            | 2008–2012               | Royston, Georgia                                                                    | NWA Georgia |
| Alternative Wrestling Show                                       | Bart Kapitzke                                                              | 2005–2012               | Kalifornien                                                                         | NWA Pro |
| NWA Anarchy                                                      | Jerry Palmer Franklin Dove                                                 | 2005                    | Georgia                                                                             | NWA Georgia |
| NWA Ark-La-TX                                                    | Phillip Sullivan                                                           | 2012–2014               | Longview, Texas                                                                     | |
| NWA Australian Wrestling Alliance                                |                                                                            | 2011                    | Brisbane, Queensland, Australien                                                    | |
| NWA Battle Zone                                                  | Denny McLain                                                               | 2002–2012               | Mississippi                                                                         | NWA New South |
| NWA Bluegrass                                                    | Kenny McCoy                                                                | 2002                    | Kentucky                                                                            | |
| NWA Blue Ridge                                                   | James Gillenwater                                                          | 2004–2005               | Virginia                                                                            | NWA Virginia |
| NWA Bodyslam                                                     | Rudy Boy Gonzales                                                          | 2011–2012               | Texas                                                                               | NWA Houston |
| NWA Brew City Wrestling                                          | Frankie DeFalco                                                            | 2009–2011               | Wisconsin                                                                           | NWA Midwest NWA Wisconsin |
| NWA Kalifornien                                                  | Zack Reeb                                                                  | 2004–2006               | Zentralkalifornien                                                                  | |
| Canadian Wrestling Federation                                    | Ernie Todd                                                                 | 1998–2005               | Manitoba                                                                            | |
| NWA Capital                                                      | Frank Chiofalo                                                             | 2009–2012               | Albany, New York Area                                                               | NWA New Jersey/New York NWA New York / NWA Upstate NWA Empire |
| NWA Carolinas                                                    | Eldon Speer                                                                | 2007–2010               | North Carolina                                                                      | Affiliate of NWA Mid-Atlantic |
| Central States Wrestling                                         | Joseph McDonald                                                            | 2001–2008               | Kansas Missouri                                                                     | NWA Midwest |
| Championship Pro Wrestling                                       | Sam Simms Kevin Brandt                                                     | 2006–2007               | Oregon                                                                              | Associate of NWA ECCW |
| Championship Wrestling From Hollywood                            | David Marquez                                                              | 2010–2013               | Kalifornien                                                                         | |
| Championship Wrestling from Florida                              | Kevin Rhodes                                                               | 2003–2012               | Northern Florida                                                                    | NWA South Atlantic NWA Heat Wave |
| Championship Wrestling Incorporated                              |                                                                            | 2008                    | West Virginia                                                                       | Affiliate of NWA East |
| NWA Charlotte                                                    | J. D. Costello                                                             | 2009                    | North Carolina                                                                      | |
| NWA Chattanooga                                                  |                                                                            | 2010–2012               | Tennessee                                                                           | |
| NWA Cold Front                                                   | Ellen Magliaro                                                             |                         | New England                                                                         | Formerly NWA New England NWA Green Mountain |
| NWA Coastal                                                      | Phil Varlese                                                               | 2011–2012               | New Jersey                                                                          | |
| Dakota Pro Wrestling                                             | Brian Walther                                                              | 2010–2012               | North Dakota South Dakota                                                           | NWA Pro |
| NWA DAWG                                                         | Lawrence Zirconium                                                         | 2010–2013               | New Jersey                                                                          | |
| Deep Southern Championship Wrestling                             |                                                                            | 2011–2012               | Georgia                                                                             | |
| Dynamo Pro Wrestling                                             | Jim Yount                                                                  | 2008–2012               | Kansas Missouri                                                                     | NWA Midwest |
| Elite Canadian Championship Wrestling                            | ECCW Entertainment Co. Ltd.                                                | 1996                    | British Columbia                                                                    | NWA Oregon / CPW NWA Washington |
| NWA Empire                                                       | Jill Rosario (2004–2008) Dave Ann (2008)                                   | 2004–2008               | New York                                                                            | NWA Upstate |
| Empire Wrestling Federation                                      | Jesse Hernandez                                                            | 2006–2012               | Kalifornien                                                                         | NWA Pro |
| Explosive Pro Wrestling Explosive Pro Wrestling Adelaide         |                                                                            | 2006–2012 2008–2011     | Perth, Australien Adelaide, Australien                                              | NWA Pro Wrestling |
| NWA Florida                                                      | Howard Brody (through 2002) Joe Price Ron Niemi                            | 1994–2005               | South Florida                                                                       | |
| NWA Force One Pro Wrestling                                      | Johnny Calzone                                                             | 2009–2012               | New Jersey                                                                          | NWA New Jersey/New York NWA DAWG NWA Coastal |
| NWA Full Throttle Action                                         | Will Peden                                                                 | 2011–2012               | Oklahoma                                                                            | |
| NWA Fusion                                                       | Rick O'Brien Larry Horsley                                                 | 2000–2013               | Virginia                                                                            | NWA Virginia NWA All-Star Wrestling Mountain Empire Championship Wrestling |
| Fusion Pro Wrestling                                             | Victoria Star Billy Roberts Jeff Michaels                                  | 2008–2009               | Colorado                                                                            | NWA Pro Wrestling |
| NWA Georgia                                                      | Bill Behrens                                                               | 1998–2005               | Alabama Georgia Tennessee                                                           | NWA Anarchy NWA Blue Ridge NWA Rocky Top North American Wrestling Association Pro Wrestling Evolution Ultimate NWA |
| NWA Germany                                                      | Franz Schumann                                                             | 1999–2002               | Deutschland Österreich                                                              | |
| NWA Great Championship Wrestling                                 | Jerry Oates                                                                | 2004–2007               | Georgia                                                                             | NWA Georgia |
| NWA Great Lakes Wrestling                                        | Anthony Watson, Nate Mattson, Brian Dunn, Great Lakes Broadcasting Group   | 2009                    | Michigan                                                                            | Associate Member Of NWA East |
| Gulf Coast Wrestling Alliance                                    | Ben Galvan                                                                 | 2008–2009               | Texas                                                                               | NWA Southwest |
| NWA Hawaii/IXWF                                                  | Parrish Ho Joseph Tramontano                                               | 1999–2007               | Hawaii                                                                              | |
| High Risk Wrestling                                              | Matt Jackson                                                               | 2007                    | Kalifornien                                                                         | NWA Pro |
| ICWA – NWA France                                                | Daniel Jalbert                                                             | 2002                    | Frankreich                                                                          | NWA France |
| Frontier Championship Wrestling                                  | Richard Bonjour                                                            | 2010–2011               | Illinois                                                                            | NWA Midwest |
| Impact Zone Wrestling                                            | Steve Greyeyes Islas                                                       | 2008–2010               | Arizona                                                                             | NWA Pro |
| NWA Indiana                                                      | Shawn Cook Guy Lombardo Marc Houston                                       | 2005–2010               | Indiana                                                                             | NWA Midwest |
| Inoki Genome Federation                                          | Antonio Inoki                                                              | 2007                    | Japan                                                                               | |
| Insane Championship Wrestling                                    |                                                                            |                         | Wisconsin                                                                           | NWA Midwest NWA Wisconsin |
| NWA Intermountain Wrestling Revolution                           | Brad Lisenby                                                               | 2012–2013               | Salt Lake City, Utah                                                                | |
| International Independent Wrestling Impact Independent Wrestling | Tim Boutin                                                                 | 2000–2003               | Rhode Island                                                                        | NWA New England |
| International Wrestling Association                              | Victor Quiñones Juan Rivera                                                | 1994–2001 2007–2009     | Puerto Rico                                                                         | |
| IWA Mid-South                                                    | Ian Rotten                                                                 |                         | Illinois                                                                            | NWA Midwest |
| IWA Japan                                                        | Victor Quiñonez                                                            | 1995–1996               | Japan                                                                               | |
| NWA Ireland                                                      | Paul Tracey                                                                | 2004–2008               | Irland                                                                              | NWA UK Hammerlock |
| NWA Korea                                                        | Lee Whang Pyo                                                              | 2006–                   | Südkorea                                                                            | |
| NWA Liberty States                                               | Ricky Otazu                                                                | 2012–2013               | New Jersey                                                                          | |
| NWA Lone Star                                                    | Tony Brooklyn                                                              | 2011–2012               | Texas                                                                               | |
| NWA Lucha Chicago                                                |                                                                            | 2010                    | Illinois                                                                            | NWA Midwest |
| Mach One Wrestling                                               | John Ian                                                                   | 2008–2012               | Kalifornien                                                                         | NWA Pro Wrestling |
| NWA Main Event                                                   | Jason Womack                                                               | 1997                    | Tennessee                                                                           | NWA main event was bought by Jason Womack at the same time he bought NWA SAW in a merge |
| Metro Pro Wrestling                                              | Chris Gough                                                                | 2010–2012               | Kansas                                                                              | NWA Midwest |
| NWA Mexico                                                       | Blue Demon, Jr. Daniel Acevas                                              | 2008–2008 2008–2013     | Mexiko                                                                              | NWA Pro Wrestling |
| NWA Michigan NWA Great Lakes                                     | Gene Austin                                                                | 1998–2002               | Michigan                                                                            | |
| Mid-American Wrestling                                           | Carmine DeSpirito                                                          | 2004–2007               | Wisconsin                                                                           | NWA Midwest NWA Wisconsin |
| Mid-Atlantic Championship Wrestling                              | Ricky Nelson                                                               | 1998                    | North Carolina South Carolina                                                       | NWA Carolinas NWA WarZone/NWA E.D.G.E. |
| NWA Mid-South                                                    | Alvin Minnick                                                              | 1999–2009               | Tennessee Arkansas                                                                  | Associate of NWA Main Event |
| NWA Midwest                                                      | Rico Mann Ed Chuman                                                        | 1998                    | Illinois Indiana Iowa Kansas Missouri Wisconsin Florida New Hampshire Massachusetts | NWA MidWest Brew City NWA MidWest Supreme NWA MidWest Xtreme Limits NWA MidWest Dynamo Pro NWA MidWest Wisconsin NWA MidWest Kansas – Metro Pro NWA Florida – Pro Wrestling Fusion NWA MidWest Underground NWA Liberty States New Hampshire NWA Liberty States Massachusetts Mid-American Wrestling Insane Championship Wrestling NWA Supreme League of Wrestling Frontier Championship Wrestling NWA Platinum NWA Lucha Chicago Pro Wrestling Next NWA Optimum Rebellious Wrestling Federation IWA Mid-South |
| Mr. Chainsaw Pro Wrestling                                       | Hardcore Harry                                                             | 2008                    | Kalkaska, MI                                                                        | Associate of NWA East |
| Mountain Empire Championship Wrestling                           |                                                                            |                         | Virginia                                                                            | NWA Virginia |
| NWA Music City Wrestling NWA Worldwide                           | Bert Prentice                                                              | 1997–1999 1999-Oct 2000 | Tennessee                                                                           | |
| NEO Japan                                                        | Kyoko Inoue Tetsuya Koda                                                   | 1998–2010               | Japan                                                                               | |
| NWA New Beginnings                                               | Greg Price                                                                 | 2009–2010               | Charlotte, North Carolina                                                           | |
| New England Championship Wrestling                               | Sheldon Goldberg                                                           | 2000                    | Massachusetts                                                                       | |
| NWA New South                                                    | Bob Serio                                                                  | 2003–2008               | Mississippi                                                                         | NWA Battlezone |
| NWA New York                                                     | Carlina O'Brien Richard O'Brien                                            | 1998–2000               | New York                                                                            | |
| NWA No Limits Wrestling                                          | Doug Ritter Scott Ritter                                                   | 2003–2009               | Muscatine, Iowa                                                                     | |
| NWA Northeast                                                    | Michael O'Brien                                                            | 1998–2000               | New York Connecticut                                                                | |
| North American Wrestling Association                             |                                                                            |                         | Georgia                                                                             | NWA Georgia |
| NWA North Jersey                                                 | El Bandido                                                                 | 2004–2005               | Northern New Jersey                                                                 | NWA New Jersey/New York NWA Shockwave NWA NY |
| NWA Northern Championship Wrestling                              |                                                                            | 2009                    | Lansing, Michigan                                                                   | |
| NWA Ohio Valley                                                  | Daniel Briley                                                              | 1997–2001               | Indiana Kentucky                                                                    | |
| NWA On Fire                                                      | Mario Savoldi Tommy Savoldi                                                | 2008                    | New Jersey Maine Connecticut                                                        | NWA Pro East |
| NWA Optimum                                                      | Jon Kmetz                                                                  | 2009–2010               | Illinois                                                                            | NWA Midwest |
| Paradise Pro Wrestling Lucha Americana International             |                                                                            | 2009                    | Texas                                                                               | NWA Southwest |
| Pennsylvania Wrestling Alliance                                  | Robert Fischer Torrence Tate John Wickizer                                 | 1998–2000               | Pennsylvania                                                                        | |
| NWA Platinum                                                     |                                                                            | 2009–2010               | Indiana                                                                             | NWA Midwest |
| NWA Premier                                                      | Chance Prophet                                                             | 2011–2013               | West Virginia                                                                       | |
| NWA ProSouth Wrestling                                           | Terry Batey                                                                | 2011                    | Alabama                                                                             | |
| NWA Pro Wrestling                                                | David Marquez                                                              | 2005                    | Kalifornien Colorado Arizona Utah Australien                                        | Alternative Wrestling Show Empire Wrestling Federation NWA Pro Explosive Professional Wrestling Adelaide Fusion Pro Wrestling High Risk Wrestling Impact Zone Wrestling NWA Pro Wrestling East NWA Ultra Championship Wrestling-Zero Rising Phoenix Wrestling Pro Wrestling Revolution SoCal Pro Wrestling NWA Mexico Dakota Pro Wrestling Mach One Wrestling |
| Pro Wrestling Evolution                                          |                                                                            |                         | Georgia                                                                             | NWA Georgia |
| Pro Wrestling Fusion                                             | Joseph Cabibbo                                                             | 2009–2011               | Florida                                                                             | NWA Midwest |
| NWA Pro Wrestling Krush                                          | Rasche Brown                                                               | 2010                    | Milwaukee, Wisconsin                                                                | |
| Pro Wrestling Next                                               |                                                                            | 2009                    | Iowa                                                                                | NWA Midwest |
| Pro Wrestling Revolution                                         | Gabriel Ramirez                                                            | 2008–2012               | Nordkalifornien                                                                     | NWA Pro |
| NWA Pro Wrestling eXpress                                        | Jim Miller                                                                 | 1995                    | Pennsylvania, Michigan                                                              | NWA Great Lakes Wrestling Hybrid Pro Wrestling Mr. Chainsaw Pro Wrestling Victory Independent Pro Wrestling Allied Powers Wrestling Federation Championship Wrestling Federation Heroes of Wrestling Undisputed Championship Wrestling Susquehanna Wrestling Organization Victory Independent Pro Wrestling |
| NWA Quebec Pro Wrestling                                         | Rodney Kellman                                                             | 2004–2010               | Quebec                                                                              | Portneuf Wrestling Association |
| Rebellious Wrestling Federation                                  | Sean David                                                                 | 2009–2010               | Illinois                                                                            | NWA Midwest |
| NWA Ring Warriors                                                | Howard Brody                                                               | 2011                    | Florida                                                                             | |
| Rising Phoenix Wrestling                                         | Earnest Guill                                                              | 2007                    | Arizona                                                                             | NWA Pro |
| NWA Rocky Mountain                                               | Mike Esposito                                                              | 2002–2003               | Utah                                                                                | |
| NWA Rocky Top                                                    | James Strange                                                              | 2005                    | Tennessee                                                                           | NWA Georgia |
| Scottish Wrestling Alliance                                      | Pete Murphy                                                                | 2004–2008               | Schottland                                                                          | NWA UK Hammerlock |
| NWA Cyberspace NWA Shockwave                                     | Billy & Daisy Firehawk Derek Gordon                                        | 2005–2006 2006–2007     | New Jersey                                                                          | NWA New Jersey/New York NWA North Jersey NWA Upstate |
| Smoky Mountain Wrestling                                         | Jim Cornette Sandy Scott                                                   | 1994–1995               | Tennessee Kentucky Virginia West Virginia North Carolina South Carolina Georgia     | |
| SoCal Pro Wrestling                                              | Jeff Dino                                                                  | 2008–2012               | Oceanside, Kalifornien                                                              | NWA Pro Wrestling |
| NWA South Atlantic                                               | Steve Michaels D.J. Jeff                                                   | 2003–2009               | Orlando, Florida                                                                    | Associate of NWA Championship Wrestling from Florida |
| NWA Southwest                                                    | Ken Taylor                                                                 | 1998–2011               | Texas                                                                               | NWA Houston NWA Top of Texas NWA Oklahoma/NWA Universal Total Championship Wrestling Gulf Coast Wrestling Alliance Rio Grande Valley Wrestling Lucha Americana International Paradise Pro Wrestling |
| Sunray Pro Wrestling                                             | Mike Tyler                                                                 | 2003–2004               | Florida                                                                             | NWA Florida |
| NWA Supreme                                                      | David Cavazos                                                              | 2009–2011               | Illinois                                                                            | NWA Midwest |
| NWA Top Rope                                                     | Mike Sircy                                                                 | 2005–2013               | Tennessee                                                                           | |
| NWA Total Nonstop Action Wrestling                               | Jeff Jarrett Jerry Jarrett                                                 | 2002–2007               | Tennessee Florida                                                                   | |
| Total Championship Wrestling                                     | John Peterson                                                              |                         | Austin, Texas                                                                       | NWA Southwest |
| Total Wrestling Explosion                                        |                                                                            | 2011–2012               | Mississippi                                                                         | Associate of NWA Battlezone |
| Ultimate NWA                                                     | Will Owens                                                                 | 2003                    | Alabama                                                                             | NWA Georgia |
| NWA Ultra Championship Wrestling-Zero                            | Steve Neilson                                                              | 2003                    | Utah                                                                                | NWA Pro Wrestling |
| NWA Underground                                                  | Merle Ramsey Eric King                                                     | 2007–2011               | Indiana                                                                             | NWA Midwest NWA East |
| Undisputed Championship Wrestling                                | Chris Ashton                                                               | 2008                    | Pennsylvania                                                                        | Affiliate of NWA East |
| NWA UK Hammerlock                                                | Dean Champion                                                              | 1993–2013               | Vereinigtes Königreich Irland                                                       | |
| NWA Universal                                                    | Christopher Fox                                                            | 2003                    | Oklahoma                                                                            | NWA Southwest |
| NWA Unleashed                                                    |                                                                            | 2009                    | Fond du Lac, Wisconsin                                                              | |
| Upstate Pro Wrestling                                            | Jill Rosario (2004–2008) Dave Ann (2008) Chip Stetson (2008–present)       | 2004–2013               | Upstate New York                                                                    | NWA Upstate NWA Empire NWA Capital |
| NWA Velocity                                                     | Austin Rhodes                                                              | 2012                    | Austin, Texas                                                                       | |
| Victory Independent Pro Wrestling                                |                                                                            | 2009–2011               | Michigan                                                                            | NWA East |
| NWA Wales                                                        |                                                                            | 2006–2007               |                                                                                     | NWA UK Hammerlock |
| NWA WarZone                                                      | Ben Gilbert                                                                | 2012                    | Victoria                                                                            | |
| NWA Washington                                                   |                                                                            | 2007–2008               | Washington                                                                          | NWA ECCW |
| West Coast Wrestling Connection                                  | Jeff Manning/Pat Kelly                                                     | 2005                    | Oregon                                                                              | NWA Pro Wrestling |
| NWA West Virginia NWA West Virginia/Ohio NWA Tri-State           | Richard Arpin                                                              | 1998–2007               | West Virginia Ohio                                                                  | |
| NWA WildKat                                                      | Luke Hawx Orlando Jordan                                                   | 2011                    | Louisiana                                                                           | |
| NWA Wild West                                                    |                                                                            | 2011–2012               | Arizona                                                                             | |
| NWA Wisconsin                                                    | Jason Jerry                                                                | 2003–2012               | Wisconsin                                                                           | NWA Midwest All-Star Championship Wrestling Brew City Wrestling Mid American Wrestling NWA Unleashed Xtreme Limits Wrestling Insane Championship Wrestling |
| NWA Wrestle Birmingham                                           | Linda Marx                                                                 | 2005                    | Alabama                                                                             | NWA Georgia |
| Xplosion Nacional de Lucha Libre                                 |                                                                            | 2011–2012               | Chile                                                                               | NWA Pro Wrestling |
| NWA Alabama Pro Wrestling NWA Xtreme                             | Kevin Brannen                                                              | 2002–2004               | Alabama                                                                             | NWA Georgia |
| Xtreme Limit Wrestling                                           | Chad Vandermark                                                            |                         | Wisconsin                                                                           | NWA Midwest NWA Wisconsin |
| Pro Wrestling ZERO1                                              | Shinya Hashimoto & Yoshiyuki Nakamura Yoshiyuki Nakamura & Shinjiro Ohtani | 2001–2004 2007–2011     | Japan                                                                               | Zero1 Pro Wrestling Australia |

### 2012–2017
| Promotion                                 | Promoter                                  | Gegründet | Territorium                         | Früherer Name |
| ----------------------------------------- | ----------------------------------------- | --------- | ----------------------------------- | --- |
| NWA Appalachia                            | Tyson Smith                               | 2014      | West Virginia                       | |
| NWA Atlanta                               | Jackie Marler                             | 2011      | Atlanta, Georgia                    | NWA Action Mid-Georgia Championship Wrestling                                                                            |
| NWA Bayou Independent Wrestling           | Josh Newell                               | 2007      | Louisiana, Mississippi              | |
| NWA Big Apple                             | Andrew Anderson / Ebenezer Baldwin Bowles | June 2016 | New York / New Jersey / Connecticut | |
| NWA Blue Collar Wrestling                 |                                           | 2015      | Oregon                              | |
| NWA Branded Outlaw Wrestling              | David Schulze, Jr                         | 2012      | San Antonio, Texas                  | |
| NWA Central States Championship Wrestling | Charles Wilcox                            | 2013      | East St. Louis, Illinois            | Power Slam Entertainment                                                                                                 |
| NWA Combat Sport                          | Travis Edgeworth/Lucha Locura             | 2015      | Pensacola, Florida                  | |
| Diamond Stars Wrestling                   |                                           | 2016      | Tokyo                               | |
| NWA Florida Wrestling Alliance            |                                           | 2011      | St. Petersburg, Florida             | |
| NWA Insanity                              |                                           | 2009      | Milwaukee, Wisconsin                | Insane Championship Wrestling                                                                                            |
| Irish-Italian Wrestling                   | Mike Dube                                 | 2017      | New England                         | |
| NWA Mid South Pro Wrestling               | Darrell Freeman                           | 2014      | South Carolina                      | Old School Wrestling Alliance                                                                                            |
| NWA New Revolution Wrestling              | Matt Yaden                                | 2010      | Denver, Colorado                    | |
| NWA Next Level Wrestling                  | Devin Driscoll                            | 2013      | Knoxville, Tennessee                | |
| NWA Old School Wrestling                  | Fred Urban III                            | 2013      | Odessa, Texas                       | |
| NWA Mid-Atlantic Championship Wrestling   | Vinnie Vain                               | 2012      | North Carolina                      | NWA Warzone Wrestling NWA Southern Pro Wrestling NWA E.D.G.E NWA R.A.G.E                                                 |
| Innovate Wrestling                        | Tony Givens                               | 2004–2017 | Kingsport, Tennessee                | NWA Smoky Mountain Wrestling NWA Smoky Mountain Championship Wrestling Alliance NWA Blue Ridge Southern States Wrestling |
| NWA Southern All-Star Wrestling           | Jason Womack                              | 2007      | Nashville, Tennessee                | Showtime All-Star Wrestling                                                                                              |
| NWA Supreme                               | Jeremy Bevins                             |           | Southern Indiana                    | South Central Wrestling, Infinity Pro Wrestling, Supreme Championship Wrestling, American Wrestling All-Stars Supreme    |
| NWA Mid West                              | James J. Martin                           |           | Marion, Ohio                        | |
| NWA Texas Stampede Wrestling              | James Beard                               | 2013      | Balch Springs, Texas                | |
| NWA Texoma                                |                                           | 2011      | Ardmore, Oklahoma                   | |
| NWA Top of Texas                          | Jack Kelso                                | 2011      | Amarillo, Texas                     | Pro Wrestling Federation NWA Amarillo                                                                                    |
| NWA Vendetta Pro Wrestling                | Billy Blade Joseph Duncan                 | 2009      | Kalifornien                         | |
| NWA World Class                           | Carmine DeSpirito                         | 2009      | Rio Grande Valley, Texas            | |
| NWA Wrestling Revolution                  | James Dante                               | 2007      | McAllen, Texas                      | |
| NWA Wrecking Ball Wrestling               | Tony Martin                               | 2007      | Wichita, Kansas Frisco, Texas       | |

### 2023–heute
Nach dem Verkauf von World Wrestling Entertainment gab die Führungsspitze der NWA bekannt, dass sie ab Oktober 2023 wieder das Territorialprinzip einführen werde. Heute (Stand 2024) umfasst die NWA folgende Territorien mit den hier aufgelisteten Promotionen:
| Hauptsitz              | Promotion              | Promoter                   | Jahre in der NWA | Territorium   |
| ---------------------- | ---------------------- | -------------------------- | ---------------- | ------------- |
| Cleveland, Ohio        | NWA Exodus Pro Midwest | EC3                        | 2023–            | Ohio          |
| Coalfield, Tennessee   | NWA JCP Southeast      | Joe Cazana                 | 2023–            | Ost-Tennesee  |
| Chicago, Illinois      | NWA Chicago            | NWA / FTW Wrestling        | 2024–            | Illinois      |
| Sevierville, Tennessee | NWA Kross Fire         | Kenzie Paige & Kylie Paige | 2024–            | Ost-Tennessee |